# Торо (остров)
То́ро (итал. Isola il Toro) — необитаемый остров вулканического происхождения в архипелаге Сульчис на юго-западе Сардинии (коммуна Сант'Антиоко).

## География
Остров расположен в 10 км к югу от главного острова архипелага — Сант-Антиоко, и представляет собой скалу круглой конической формы, 350—400 м в диаметре, высотой до 112 м, с обрывистыми, сильно разрушенными берегами. На острове нет мест для высадки, источников питьевой воды и почвенного слоя.
Флора представлена различными травами, фауна — насекомыми и другими беспозвоночными. Также на острове живёт эндемичный вид ящерицы, многочисленны завезённые кролики. На острове живёт чеглок Элеоноры и средиземноморский буревестник.
На вершине расположен маяк, к которому ведёт вырубленная в скале лестница.